# Behind a Painted Smile
"Behind a Painted Smile" is een soul-/funknummer van The Isley Brothers uit 1969.
Het is geschreven door Ivy Jo Hunter en Beatrice Verdi, twee vaste schrijvers voor het Motownlabel. "Behind a Painted Smile" werd in 1967 opgenomen en twee jaar later uitgebracht als onderdeel van het album Soul on the Rocks. 
Het werd uitgebracht op single en bereikte in mei 1969 de vijfde plaats in de Britse hitlijst. In de Nederlandse Top 40 kwam het tot een 26e plek en was daarmee de eerste top 40-hit van de groep. In thuisland de Verenigde Staten wist de plaat zowel de Billboard Hot 100 als de Amerikaanse R&B hitlijst niet te halen.
De Nederlandse zangeres Mathilde Santing coverde het lied in 1982.

## NPO Radio 2 Top 2000
| Nummer met noteringen in de NPO Radio 2 Top 2000 | '99  | '00  |
| ------------------------------------------------ | ---- | ---- |
| Behind a Painted Smile                           | 1594 | 1758 |

1. ↑  Een vetgedrukt getal geeft de hoogste notering aan.
2. ↑  Deze tabel is bijgewerkt tot en met de laatste editie (2024).